# Ryszard Dobieszak
Ryszard Dobieszak (ur. 15 grudnia 1913 w Płocku, zm. 20 maja 1990 w Warszawie) – funkcjonariusz państwowy i służby bezpieczeństwa, generał brygady MO. 

## Życiorys
Syn Adolfa.
Członek PPR i PZPR. Przewodniczący Powiatowej Rady Narodowej w Płocku (1945–), z-ca przewodniczącego Prezydium Warszawskiej Wojewódzkiej Rady Narodowej z siedzibą w Pruszkowie (1950), przewodniczący Wojewódzkiej Rady Narodowej w Krakowie (1952–1954), dyrektor Biura Podziału Administracyjnego Kraju (1954), wiceminister spraw wewnętrznych PRL (1954–1968), równolegle pełniący też obowiązki komendanta głównego Milicji Obywatelskiej (1956–1965).
Pochowany na cmentarzu Wojskowym na Powązkach (kwatera A16-8-3).

## Ordery i odznaczenia
- Order Sztandaru Pracy I klasy (1964)[6]
- Srebrny Krzyż Zasługi (8 sierpnia 1946)[7]
- Medal 10-lecia Polski Ludowej (18 stycznia 1955)[8]
- Odznaka „Budowniczy Nowej Huty” (30 marca 1960)[9]